# Standard ML
Standard ML (SML) ist eine von ML abstammende funktionale Programmiersprache mit einigen imperativen Merkmalen (zum Beispiel im Bereich File IO).
ML-Schöpfer Robin Milner schlug SML 1983 vor, um die verschiedenen Dialekte von ML zu standardisieren. Die Sprache wurde von 1984 bis 1988 entwickelt und schließlich 1990 von Robin Milner, Mads Tofte und Robert Harper formalisiert. 1997 wurde mit SML'97 eine Revision der Sprache veröffentlicht, die neben einigen Vereinfachungen auch eine SML-Basisbibliothek enthält.
Wichtige Merkmale von SML sind unter anderem die statische Typisierung, Polymorphie auf Funktions- und Datentypsebene, automatische Speicherbereinigung sowie strenge Auswertung und Ausnahmebehandlung. Außerdem unterstützt SML Funktionen höherer Ordnung, Module und sogenannte Funktoren, die hier parametrisierte Datentypen bezeichnen.
Eine Besonderheit von SML ist, dass die Sprache vollständig formal definiert ist. Dadurch können wichtige Eigenschaften der Sprache mathematisch bewiesen werden.

## Programmbeispiele

### Rekursive Berechnung der Fakultät
Die Fakultät einer natürlichen Zahl kann man in SML mittels folgenden Programms berechnen:
```
fun
 
fak
 
(
n
)
 
=
 
if
 
n
 
<
 
1
 
then
 
1
 
else
 
n
 
*
 
fak
 
(
n-
1
)

```

### Rekursive Berechnung der Fibonaccizahlen
Die n-te Fibonacci-Zahl kann man in SML mittels folgenden Programms berechnen:
```
fun
 
fib
 
(
0
)
 
=
 
0

  
|
 
fib
 
(
n
)
 
=
 
if
 
n
 
<=
 
2
 
then
 
1
 
else
 
fib
(
n-
1
)
 
+
 
fib
(
n-
2
)

```

### Die Stelligkeit einer Zahl
```
fun
 
stell
 
(
x
:
int
)
 
=
 
if
 
x<
1
 
then
 
0
 
else
 
stell
(
x
 
div
 
10
)
 
+
 
1

```

### Die Quersumme einer Zahl
```
fun
 
quer
 
(
x
:
int
)
 
=
 
if
 
x<
1
 
then
 
0
 
else
 
quer
(
x
 
div
 
10
)
 
+
 
x
 
mod
 
10

```

### Die Faltungsprozedur foldl für Listen
```
fun
 
foldl
 
f
 
s
 
nil
 
=
 
s

  
|
 
foldl
 
f
 
s
 
(
x::xr
)
 
=
 
foldl
 
f
 
(
f
(
x
,
s
))
 
xr

```

### Das Umwandeln eines Strings, der eine Zahl darstellt, zu Int
```
fun
 
toInt
 
x
 
=
 
foldl
(
fn
(
i
,
k
)=>
ord
(
i
)
-ord
 
#"0"
 
+
 
k*
10
)
 
0
 
(
explode
 
x
)

```

### Insertsort
```
fun
 
insert
 
(
x
,
 
nil
)
 
=
 
[
x
]

  
|
 
insert
 
(
x
,
 
y::yr
)
 
=
 
if
 
x<=y
 
then
 
x::y::yr
 
else
 
y::insert
(
x
,
yr
)

fun
 
isort
 
xs
 
=
 
foldl
 
insert
 
nil
 
xs

```

### Mergesort
```
fun
 
split
 
xs
 
=
 
foldl
 
(
fn
(
i
,
 
(
ys
,
zs
))
 
=>(
zs
,
 
i::ys
))
 
(
nil
,
nil
)
 
xs

fun
 
merge
 
(
xs
,
nil
)
 
=
 
xs

  
|
 
merge
 
(
nil
,
ys
)
 
=
 
ys

  
|
 
merge
 
(
x::xr
,
y::yr
)
 
=
 
if
 
x<=y
 
then
 
x::merge
(
xr
,
y::yr
)
 
else
 
y::merge
(
x::xr
,
yr
)

fun
 
mergesort
 
nil
 
=
 
nil

  
|
 
mergesort
 
[
x
]
 
=
 
[
x
]

  
|
 
mergesort
 
xs
 
=
 
let
 
val
 
(
ys
,
zs
)
 
=
 
split
(
xs
)
 
in
 
merge
(
mergesort
 
ys
,
 
mergesort
 
zs
)
 
end

```

### "in situ"-Reversierung eines Arrays
```
fun
 
reverse
 
(
a
)
 
=
 
let

  
fun
 
swap
 
l
 
r
 
=
 
    
let

      
val
 
vl
 
=
 
Array
.
sub
(
a
,
l
)

      
val
 
vr
 
=
 
Array
.
sub
(
a
,
r
)

    
in

      
if
 
l
 
>=
 
r
 
then
 
()
 
else

        
(
Array
.
update
(
a
,
l
,
vr
);
 
Array
.
update
(
a
,
r
,
vl
);
swap
 
(
l+
1
)
 
(
r-
1
))

    
end

  
in

    
swap
 
(
0
)
 
(
Array
.
length
 
(
a
)
 
-
1
)

  
end
;

```

## Implementierungen
Es existieren verschiedene Compiler für SML, die entweder Bytecode oder Maschinencode generieren. Die Referenzimplementierung ist SML/NJ. Sml2c ist ein besonderer Compiler, der SML in C Code übersetzt.
- HaMLet
- MLton (stark optimierender Compiler)
- Moscow ML(alte Webseite verfügbar unter http://www.itu.dk/~sestoft/mosml.html)
- Standard ML of New Jersey
- Alice ML
- Poly/ML
- sml2c (C Code)
- SML.NET (Bytecode)
- Poplog (IDE für Forschung und Lehre im Bereich Künstliche Intelligenz)
- CakeML
- SOSML